# ایلزه براون
ایلزه براون (آلمانی: Ilse Braun؛ ۱۹۰۹ – ۱۹۷۹) یکی از دو خواهر اوا براون بود. او در مونیخ متولد شد و بزرگ‌ترین دختر فردریش براون و فرانزیسکا کرونبرگر بود. بعد از ازدواج اوا با آدولف هیتلر در ۲۹ آوریل ۱۹۴۵، ایلزه به خواهرزن دیکتاتور آلمان نازی تبدیل شد.